# André Gertler
André Gertler (ur. 26 lipca 1907 w Budapeszcie, zm. 23 lipca 1998 w Brukseli) – węgierski skrzypek i pedagog muzyczny.

## Życiorys
Urodził się jako syn tkacza pochodzenia żydowskiego. Już w wieku sześciu lat został uczniem Akademii Muzycznej im. Liszta w Budapeszcie. Uczył się pod kierunkiem Jenő Hubaya, Leó Weinera i Zoltána Kodálya. W roku 1926, w wieku 19 lat, koncertował w Belgii. W roku 1928 zamieszkał w Brukseli i kontynuował studia gry na skrzypcach u Eugène’a Ysaÿe’a. Na decyzję o pozostaniu w Belgii wpłynął narastający na Węgrzech antysemityzm.
Początkowo zarabiał grając ilustracje muzyczne do niemych filmów w brukselskim kinie Eden. Występował też w Holandii, Szwajcarii, Francji i Włoszech. W roku 1931 założył wspólnie ze skrzypkiem Baumannem kwartet smyczkowy swego imienia.
Od 1937 zasiadał w jury Konkursu im. Królowej Elżbiety, oraz od roku 1952 Konkursu im. Wieniawskiego. Podczas konkursu zaprzyjaźnił się z laureatem I nagrody, skrzypkiem radzieckim Dawidem Ojstrachem.
W roku 1938 rozpoczął współpracę z kompozytorem węgierskim Bélą Bartókiem. Dokonał nagrań fonograficznych wszystkich utworów skrzypcowych tego kompozytora. Utrzymywał też współpracę z innymi kompozytorami, jak Igorem Strawinskim, Dariusem Milhaud, Paulem Hindemithem i Karlem Amadeusem Hartmannem.
W roku 1947 został powołany na profesora wiolinistyki na Konserwatorium Królewskim w Brukseli. Od roku 1954 był też profesorem Wyższej Szkoły Muzycznej w Kolonii, od roku 1964 w Wyższej Szkole Muzyki i Teatru w Hanowerze. Jako pedagog wykształcił wielu znanych skrzypków, jak Joshua Epstein, Carola Nasdala, Hedwig Pirlet-Reiners, André Rieu i Rudolf Werthen. W ciągu dziesięciu ostatnich lat życia prowadził kursy mistrzowskie w swoim miejscu zamieszkania w Uccle.
Był jurorem Międzynarodowego Konkursu Skrzypcowego im. Henryka Wieniawskiego w Poznaniu.